# Emerald Bay (Texas)
Emerald Bay est une census-designated place située dans le comté de Smith, dans l’État du Texas, aux États-Unis. 

## Démographie
Selon une étude de 2020, la populatin s’élevait à 1 146 habitants. La superficie est de 3,98 km². Sur cette superficie, 49,89% est de la surface en eau. La densité y est de 287,9 hab/km².

## Source
- (en) Cet article est partiellement ou en totalité issu de l’article de Wikipédia en anglais intitulé « Emerald Bay, Texas » (voir la liste des auteurs).

1. ↑  [PDF] https://www.census.gov/prod/cen2010/cph-2-45.pdf